# 臀大肌
臀大肌是人體內最大的肌肉。它從骨盆後面延伸到股的上部，起自髂骨翼外面和骶骨背面，止于股骨的臀肌粗隆和髂胫束。從事站立行走奔跑和上臺階等動作---實際上凡是伸直或伸展腿部時，都必須要運用這塊肌肉。臀大肌也與其他數塊肌肉一起形成臀部。

## 來源
〈人體學習百科〉 貓頭鷹出版社 ， ISBN 957-9684-11-1

## 外部連結
- 解剖學(Anatomy)-肌肉(muscle)-gluteus maximus muscle(臀大肌) （页面存档备份，存于）
- （页面存档备份，存于）